# Birkirkara Football Club
El Birkirkara Football Club es un club de fútbol de la ciudad de Birkirkara, la ciudad más grande de la isla de Malta. El club juega en la Premier League de Malta y ha ganado la liga en tres ocasiones. Es uno de los seis clubes que han ganado los cinco mayores honores en el fútbol de Malta.

## Historia
Birkirkara es uno de los miembros fundadores de la Asociación de Clubes Europeos. Ocupa el último puesto en 2010, el 213, en el ranking UEFA de coeficiente de clubs con 0.433 puntos. 
El 24 de julio de 2015 derrotaron con gol de Miccoli 1-0 al West Ham United inglés, pero perdieron en penaltis tras quedar 1-1 en el marcador global.
En la temporada 2016/17 lograron ser el primer club de Malta en alcanzar la tercera ronda de la UEFA Europa League, donde fueron eliminados por el FC Krasnodar de Rusia.

## Palmarés (26)
- Premier League de Malta (4): 2000, 2006, 2010, 2013
- Copa de Malta (6): 2002, 2003, 2005, 2008, 2015, 2023
- Supercopa de Malta (7): 2002, 2003, 2004, 2005, 2006, 2013, 2014
- Euro Challenge/Copa Lowenbrau (3): 1998, 2003, 2008
- MFA Super 5 Lottery Tournament (3): 1998, 2002, 2004, 2006
- Copa Hijos de Malta (3): 1967–1968, 1971–1972, 1978–1979

## Participación en competiciones de la UEFA
| Temporada | Torneo                   | Ronda             | Club                | Casa | Visita | Global         |
| --------- | ------------------------ | ----------------- | ------------------- | ---- | ------ | -------------- |
| 1997–98   | UEFA Cup                 | 1ª Clasificatoria | Spartak Trnava      | 0–1  | 1–3    | 1–4            |
| 1998–99   | UEFA Cup                 | 1ª Clasificatoria | Shakhtar Donetsk    | 0–4  | 1–2    | 1–6            |
| 1999–00   | UEFA Cup                 | Clasificatoria    | Lyngby BK           | 0–0  | 0–7    | 0–7            |
| 2000–01   | UEFA Champions League    | 1ª Clasificatoria | KR Reykjavík        | 1–2  | 1–4    | 2–6            |
| 2001–02   | UEFA Cup                 | Clasificatoria    | Locomotive Tbilisi  | 0–0  | 1–1    | 1–1 (a)        |
| 2001–02   | UEFA Cup                 | 1                 | Dynamo Moscow       | 0–0  | 0–1    | 0–1            |
| 2002–03   | UEFA Cup                 | Clasificatoria    | Metalurh Zaporizhya | 0–0  | 0–3    | 0–3            |
| 2003–04   | UEFA Cup                 | Clasificatoria    | Ferencváros         | 0–5  | 0–1    | 0–6            |
| 2004–05   | UEFA Cup                 | 1ª Clasificatoria | Partizani           | 2–1  | 2–4    | 4–5            |
| 2005–06   | UEFA Cup                 | 1ª Clasificatoria | APOEL               | 0–2  | 0–4    | 0–6            |
| 2006–07   | UEFA Champions League    | 1ª Clasificatoria | B36                 | 0–3  | 2–2    | 2–5            |
| 2007      | UEFA Intertoto Cup       | 1                 | NK Maribor          | 0–3  | 1–2    | 1–5            |
| 2008–09   | UEFA Cup                 | 1ª Clasificatoria | Hajduk Split        | 0–3  | 0–4    | 0–7            |
| 2009–10   | UEFA Europa League       | 1ª Clasificatoria | Slaven Belupo       | 0–1  | 0–0    | 0–1            |
| 2010–11   | UEFA Champions League    | 1ª Clasificatoria | FC Santa Coloma     | 4–3  | 3–01   | 7–3            |
| 2010–11   | UEFA Champions League    | 2ª Clasificatoria | MŠK Žilina          | 1–0  | 0–3    | 1–3            |
| 2011–12   | UEFA Europa League       | 1ª Clasificatoria | KS Vllaznia         | 0–1  | 1–1    | 1–2            |
| 2012–13   | UEFA Europa League       | 1ª Clasificatoria | Metalurg            | 2–2  | 0–0    | 2–2 (a)        |
| 2013–14   | UEFA Champions League    | 2ª Clasificatoria | Maribor             | 0–0  | 0–2    | 0–2            |
| 2014–15   | UEFA Europa League       | 1ª Clasificatoria | Diósgyőr            | 1–2  | 1–4    | 2–6            |
| 2015–16   | UEFA Europa League       | 1ª Clasificatoria | Ulisses             | 0–0  | 3–1    | 3–1            |
| 2015–16   | UEFA Europa League       | 2ª Clasificatoria | West Ham            | 1–0  | 0–1    | 1–1 (3–5 p.)   |
| 2016–17   | UEFA Europa League       | 1ª Clasificatoria | Široki Brijeg       | 2–0  | 1–1    | 3–1            |
| 2016–17   | UEFA Europa League       | 2ª Clasificatoria | Hearts              | 0–0  | 2–1    | 2–1            |
| 2016–17   | UEFA Europa League       | 3ª Clasificatoria | Krasnodar           | 0–3  | 1–3    | 1–6            |
| 2018–19   | UEFA Europa League       | Ronda preliminar  | Klaksvík            | 1–1  | 1–2    | 2–3            |
| 2021–22   | Europa Conference League | Primera ronda     | La Fiorita          | 1–0  | 1–1    | 2–1            |
| 2021–22   | Europa Conference League | Segunda ronda     | Olimpija Ljubljana  | 1–0  | 0–1    | 1–1 (4:5 pen.) |
| 2018–19   | Europa Conference League | Primera Ronda     | Maribor             | 1–2  | 1–1    | 2–3            |
| 2021–22   | Europa Conference League | Primera Ronda     | La Fiorita          | 1–0  | 1–1    | 2–1            |
| 2021–22   | Europa Conference League | Segunda Ronda     | Olimpija Ljubljana  | 1–0  | 0–1    | 1–1 (4–5 p)    |
| 2023–24   | Europa Conference League | Primera Ronda     | Maribor             | 1–2  | 1–1    | 2–3            |
| 2025–26   | UEFA Conference League   | Primera Ronda     | Petrocub Hîncești   | 1–0  | 0−3    | 1−3            |

Nota 1: partido anulado, resultado otorgado 0–3 por la UEFA.

## Entrenadores
- Frankie Tabone (1951–53)
- Paul Chetcuti (1961–62)
- Emanuel Borg (1964–65)
- Salvu Cuschieri (1965–68)
- Frans Bonnici (1968–69)
- Emmle Saliba (1969–70)
- Salvu Cuschieri (1970–73)
- Tony Buhagiar (1973–74)
- Carmel Galea (1974–76)
- Tony Euchar Grech (1976–78)
- Frankie Zammit (1978–79)
- Marcel Scicluna (1979–84)
- Joe Attard (1984–86)
- Freddie Cardona (1986–87)
- Joe Cilia (1986–88)
- Robert Gatt (1988–89)
- Lolly Aquilina (1989–92)
- Todor Raykov (1992–93)
- Freddie Cardona (1993–94)
- Borislav Giorev (1994–95)
- Lawrence Borg (1995–96)
- Alan Sunderland (1996–97)
- Alfred Cardona (1996–97)
- Alfred Cardona &  Robert Gatt (1997–98)
- Vlada Pejović (1998–99)
- Atanas Marinov (1999–00)
- Alfred Cardona (2000–01)
- Stephen Azzopardi (2001–marzo de 07)[4]
- John Buttigieg (2008–09)[5]
- Paul Zammit (2009–mayo de 2011)[6]
- Joe Grech (2011)
- Patrick Curmi (2011-octubre de 2011)[7]
- Paul Zammit (octubre de 2011–mayo de 2015)[8][9]
- Giovanni Tedesco (junio de 2015-diciembre de 2015)[9][10]
- Dražen Besek (diciembre de 2015-diciembre de 2016)[11][12]
- Nikola Jaros (diciembre de 2016-2017)[13]
- Peter Pullicino (junio de 2017-2017)[14]
- Paul Zammit (septiembre de 2017-enero de 2019)[15][16]
- John Arne Riise (enero de 2019-marzo de 2019)[16][2]
- Mark Buttigieg (interino- marzo de 2019-abril de 2019)[2][17]
- John Buttigieg (abril de 2019-septiembre de 2019)[17]
- André Paus (septiembre de 2019 – abril de 2022)[18]
- Jonathan Holland (abril de 2022 – mayo de 2022)
- Giovanni Tedesco (mayo de 2022 – noviembre de 2023)
- Brian Chetcuti (interino) (noviembre de 2023 – febrero de 2024)
- Jose Borg (febrero de 2024 – mayo de 2024)
- Stefano De Angelis (junio de 2024 – )

## Jugadores

### Jugadores destacados
- Joe Brincat[19]
- Louis Bugeja[20]
- Michael Galea[21][22]